# Jorge Gabriel Costa Monteiro
Jorge Gabriel Costa Monteiro, oder kurz Jorginho (* 9. November 1997 in Celeirós) ist ein portugiesischer Fußballspieler, der seit Januar 2025 beim FK Qairat Almaty in Kasachstan unter Vertrag steht.

## Karriere
In seiner Jugend spielte Jorginho für die heimischen Vereine Sporting Braga und CD Celeirós. Im Sommer 2017 ging er weiter zum damaligen Drittligisten Merelinense FC. Von 2020 bis 2023 war der Stürmer dann für mehrere unterklassige Vereine aktiv, bevor er zur Saison 2023/24 zum luxemburgischen Erstligisten FC Differdingen 03 wechselte. In seiner ersten Spielzeit gewann er mit dem Klub erstmals die nationale Meisterschaft und wurde mit 25 Treffern Torschützenkönig der BGL Ligue. Zur Saison 2025 wechselte Jorginho dann weiter zum kasachischen Meister FK Qairat Almaty in die Premjer-Liga. In seinem ersten Pflichtspiel am 22. Februar 2025 gewann er dort den nationalen Supercup durch einen 2:0-Sieg über den letztjährigen Pokalsieger FK Aqtöbe. Sein vorheriger Klub aus Differdingen gewann dann am Ende der Spielzeit 2024/25 noch das Double aus Meisterschaft und Pokal, wobei der Stürmer in der Hinrunde auf dem Platz stand.

## Erfolge
- Luxemburgischer Meister: 2024, 2025
- Luxemburgischer Pokalsieger: 2025
- Kasachischer Superpokalsieger: 2025

## Auszeichnungen
- Torschützenkönig der BGL Ligue: 2024 (25 Tore)